# Mirkóc
Mirkóc románul: Milcoveni, falu Romániában, a Bánságban, Krassó-Szörény megyében.

## Fekvése
Oravicabányától délnyugatra fekvő település.

## Története
Mirkóc nevét 1691-ben említette először oklevél Mirkoicz írásmóddal. 1785-ben Mirkocz, 1799-ben Mirkovácz és Mirkovecz, 1808-ban Mirkovácz, 1913-ban pedig már Mirkóc alakban említették.
1851-ben Fényes Elek írta a településről:
Mirkovácz, Krassó vármegyében, termékeny térségen, 649 óhitü lakosal, s anyatemplommal
A trianoni békeszerződés előtt Krassó-Szörény vármegye Jámi járásához tartozott.
1910-ben 1143 lakosából 3 magyar, 1127 román volt. Ebből 1120 görög keleti ortodox volt.

## Források

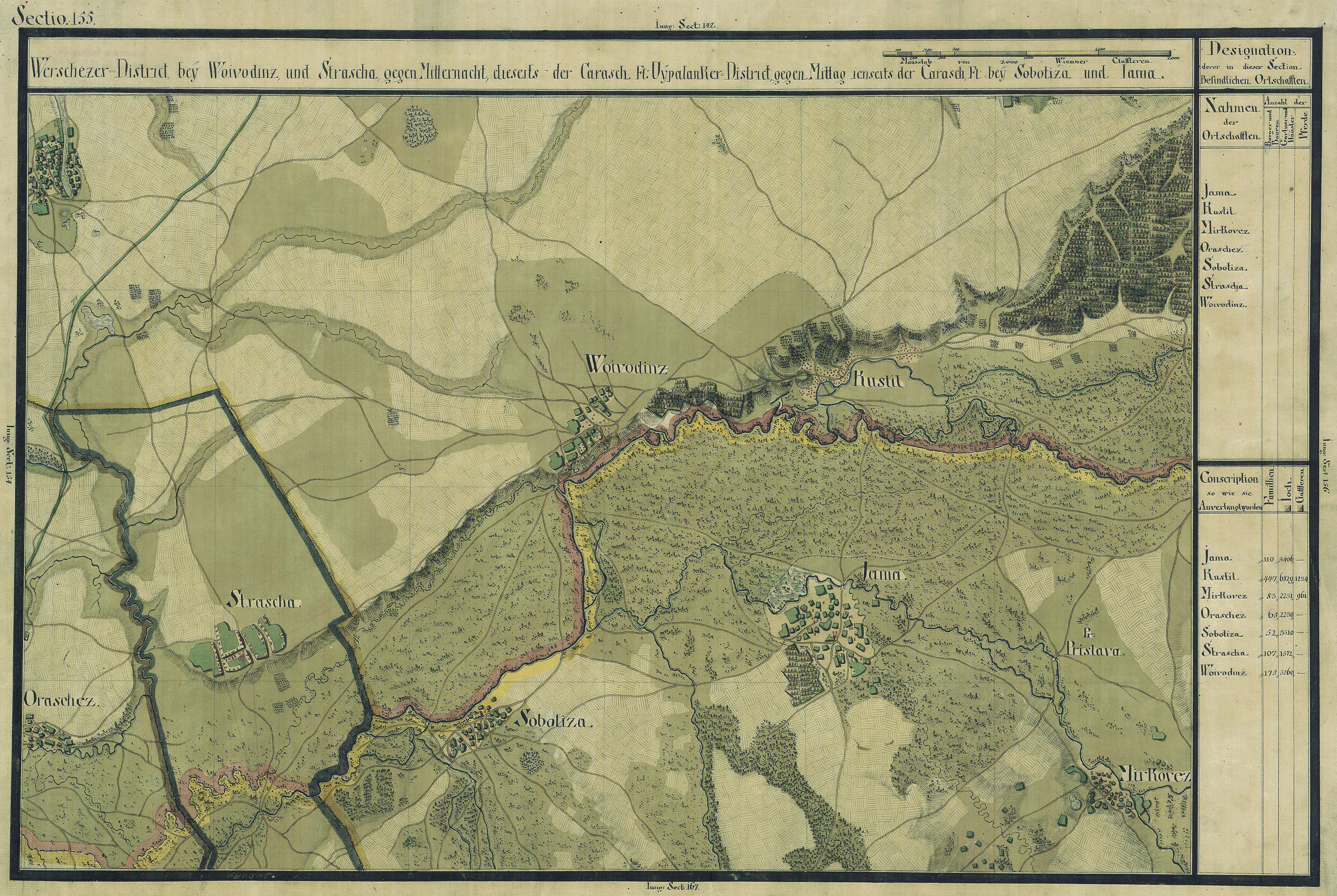
Mirkóc egy régi, az 1700-as évekből való térképen